# NHL Awards 2004
Die NHL Awards 2004 sind Eishockey-Ehrungen und wurden am 10. Juni 2004 in Toronto vergeben.
Großer Gewinner des Abends war Martin St. Louis, der nur wenige Tage zuvor den Stanley Cup mit Tampa Bay gewann und nun als wertvollster Spieler, bester Spieler, bester Scorer und für die beste Plus/Minus-Statistik ausgezeichnet wurde. Martin Brodeur wiederholte seinen Doppelpack vom Vorjahr mit der Auszeichnung als bester Torhüter und für die wenigsten Gegentore. Bryan Berard wurde für sein Comeback geehrt, nachdem er sich eine schwere Augenverletzung zugezogen hatte, die eigentlich das Karriereende bedeutet hätte. Torhüter Andrew Raycroft wurde als bester Neuprofi ausgezeichnet.

## Preisträger
Hart Memorial Trophy
Wird verliehen an den wertvollsten Spieler (MVP) der Saison durch die Professional Hockey Writers' Association
- Martin St. Louis (RF) – Tampa Bay Lightning

- Außerdem nominiert
- Martin Brodeur (G) – New Jersey Devils
- Jarome Iginla (RF) – Calgary Flames

Lester B. Pearson Award
Wird verliehen an den herausragenden Spieler der Saison durch die Spielergewerkschaft NHLPA
- Martin St. Louis (RF) – Tampa Bay Lightning

- Außerdem nominiert
- Roberto Luongo (G) – Florida Panthers
- Joe Sakic (C) – Colorado Avalanche

Vezina Trophy
Wird an den herausragenden Torhüter der Saison durch die Generalmanager der Teams verliehen
- Martin Brodeur – New Jersey Devils

- Außerdem nominiert
- Miikka Kiprusoff – Calgary Flames
- Roberto Luongo – Florida Panthers

James Norris Memorial Trophy
Wird durch die Professional Hockey Writers' Association an den Verteidiger verliehen, der in der Saison auf dieser Position die größten Allround-Fähigkeiten zeigte
- Scott Niedermayer – New Jersey Devils

- Außerdem nominiert
- Zdeno Chára – Ottawa Senators
- Chris Pronger – St. Louis Blues

Frank J. Selke Trophy
Wird an den Angreifer mit den besten Defensivqualitäten durch die Professional Hockey Writers' Association verliehen
- Kris Draper – Detroit Red Wings

- Außerdem nominiert
- John Madden – New Jersey Devils
- Alyn McCauley – San Jose Sharks

Calder Memorial Trophy
Wird durch die Professional Hockey Writers' Association an den Spieler verliehen, der in seinem ersten Jahr als der Fähigste gilt
- Andrew Raycroft (G) – Boston Bruins

- Außerdem nominiert
- Trent Hunter (RF) – New York Islanders
- Michael Ryder (RF) – Montréal Canadiens

Lady Byng Memorial Trophy
Wird durch die  Professional Hockey Writers' Association an den Spieler verliehen, der durch einen hohen sportlichen Standard und faires Verhalten herausragte
- Brad Richards (C) – Tampa Bay Lightning

- Außerdem nominiert
- Daniel Alfredsson (RF) – Ottawa Senators
- Martin St. Louis (RF) – Tampa Bay Lightning

Jack Adams Award
Wird durch die NHL Broadcasters' Association an den Trainer verliehen, der am meisten zum Erfolg seines Teams beitrug
- John Tortorella – Tampa Bay Lightning

- Außerdem nominiert
- Darryl Sutter – Calgary Flames
- Ron Wilson – San Jose Sharks

King Clancy Memorial Trophy
Wird an den Spieler vergeben, der durch Führungsqualitäten, sowohl auf als auch abseits des Eises und durch soziales Engagement herausragte
- Jarome Iginla – Calgary Flames

Bill Masterton Memorial Trophy
Wird durch die Professional Hockey Writers' Association an den Spieler verliehen, der Ausdauer, Hingabe und Fairness in und um das Eishockey zeigte
- Bryan Berard – Chicago Blackhawks

Conn Smythe Trophy
Wird an den wertvollsten Spieler (MVP) der Play Offs verliehen
- Brad Richards (C) – Tampa Bay Lightning

Art Ross Trophy
Wird an den besten Scorer der Saison verliehen
- Martin St. Louis – Tampa Bay Lightning 94 Punkte (38 Tore, 56 Vorlagen)

Maurice Richard Trophy
Wird an den besten Torschützen der Liga vergeben
- Jarome Iginla – San Jose Sharks
- Ilja Kowaltschuk – Atlanta Thrashers
- Rick Nash – Columbus Blue Jackets alle 41 Tore

William M. Jennings Trophy
Wird an den/die Torhüter mit mindestens 25 Einsätzen verliehen, dessen/deren Team die wenigsten Gegentore in der Saison kassiert hat
- Martin Brodeur – New Jersey Devils 154 Gegentore in 75 Spielen (Gegentordurchschnitt: 2.03)

Roger Crozier Saving Grace Award
Wird an den Torhüter mit mindestens 25 Einsätzen verliehen, der die beste Fangquote während der Saison hat
- Dwayne Roloson – Minnesota Wild Fangquote: 93,3 %

NHL Plus/Minus Award
Wird an den Spieler verliehen, der während der Saison die beste Plus/Minus-Statistik hat
- Martin St. Louis – Tampa Bay Lightning
- Marek Malík – Vancouver Canucks beide +35

NHL/Sheraton Road Performer Award
Wird an den Spieler verliehen, der die meisten Auswärtspunkte in der Saison erzielt hat
- Joe Sakic – Colorado Avalanche 49 Punkte (22 Tore, 27 Vorlagen)